# Championnat du Pérou de football 2004
Navigation
Saison précédente Saison suivante
La saison 2004 du Championnat du Pérou de football est la soixante-seizième édition du championnat de première division au Pérou. La compétition regroupe les quatorze meilleures équipes du pays.
La saison est scindée en deux tournois indépendants :
- Tournoi ouverture : les équipes sont regroupées au sein d'une poule unique où elles s'affrontent deux fois, à domicile et à l'extérieur. Le club en tête du classement se qualifie pour la finale nationale.
- Tournoi clôture : les équipes sont regroupés au sein d'une poule unique où elles s'affrontent deux fois, à domicile et à l'extérieur. Le club en tête du classement se qualifie pour la finale nationale, sauf s'il a déjà remporté le tournoi ouverture, auquel cas il est automatiquement sacré champion.

Un classement cumulé des deux tournois permet de déterminer le troisième club qualifié pour la Copa Libertadores 2005 ainsi que les deux clubs participant à la Copa Sudamericana 2005.
C'est le club d'Alianza Lima, tenant du titre, qui remporte à nouveau la compétition après avoir gagné le tournoi d'Ouverture puis battu le Sporting Cristal en finale du championnat. C'est le 21e titre de champion du Pérou de l'histoire du club.

## Les clubs participants
| - Alianza Lima - Sport Boys - Cienciano del Cusco - Universitario de Deportes - Coronel Bolognesi - Grau-Estudiantes - Universidad San Martin de Porres - Promu de Segunda División | - Alianza Atlético - FBC Melgar - Sporting Cristal - Atlético Universidad - Deportivo Wanka - Unión Huaral - Universidad César Vallejo - Promu de Segunda División |

## Compétition
Le barème utilisé pour établir les différents classements est le suivant :
- Victoire : 3 points
- Match nul : 1 point
- Défaite, forfait ou abandon : 0 point

### Tournoi Ouverture
| Rang | Équipe                            | Pts | J  | G  | N | P  | Bp | Bc | Diff |
| ---- | --------------------------------- | --- | -- | -- | - | -- | -- | -- | ---- |
| 1    | Alianza LimaT                     | 61  | 26 | 19 | 4 | 3  | 48 | 16 | +32  |
| 2    | Cienciano del Cusco               | 57  | 26 | 18 | 3 | 5  | 53 | 28 | +25  |
| 3    | Alianza Atlético                  | 50  | 26 | 15 | 5 | 6  | 46 | 29 | +17  |
| 4    | Sporting Cristal                  | 45  | 26 | 13 | 6 | 7  | 50 | 24 | +26  |
| 5    | Universitario de Deportes         | 41  | 26 | 11 | 8 | 7  | 31 | 25 | +6   |
| 6    | Unión Huaral                      | 37  | 26 | 10 | 7 | 9  | 32 | 29 | +3   |
| 7    | Universidad César VallejoP        | 35  | 26 | 9  | 8 | 9  | 24 | 33 | -9   |
| 8    | Coronel Bolognesi                 | 30  | 26 | 9  | 3 | 14 | 40 | 44 | -4   |
| 9    | FBC Melgar                        | 30  | 26 | 8  | 6 | 12 | 31 | 41 | -10  |
| 10   | Grau–Estudiantes                  | 30  | 26 | 7  | 9 | 10 | 21 | 37 | -16  |
| 11   | Deportivo Wanka                   | 28  | 26 | 7  | 7 | 12 | 28 | 43 | -15  |
| 12   | Sport Boys                        | 25  | 26 | 6  | 7 | 13 | 28 | 40 | -12  |
| 13   | Atlético Universidad              | 24  | 26 | 5  | 9 | 12 | 28 | 42 | -14  |
| 14   | Universidad San Martin de PorresP | 10  | 26 | 2  | 4 | 20 | 21 | 50 | -29  |

|  | Qualification pour la finale nationale            |
|  | T : Tenant du titre P : Promu de Segunda División |

### Tournoi Clôture
| Rang | Équipe                            | Pts | J  | G  | N  | P  | Bp | Bc | Diff |
| ---- | --------------------------------- | --- | -- | -- | -- | -- | -- | -- | ---- |
| 1    | Sporting Cristal                  | 50  | 26 | 16 | 2  | 8  | 55 | 37 | +18  |
| 2    | Universidad San Martin de PorresP | 47  | 26 | 14 | 5  | 7  | 40 | 26 | +14  |
| 3    | Cienciano del Cusco               | 44  | 26 | 11 | 11 | 4  | 41 | 26 | +15  |
| 4    | Universitario de Deportes         | 43  | 26 | 11 | 10 | 5  | 34 | 28 | +6   |
| 5    | Alianza Atlético                  | 42  | 26 | 12 | 6  | 8  | 41 | 34 | +7   |
| 6    | Alianza LimaT                     | 38  | 26 | 10 | 8  | 8  | 31 | 23 | +8   |
| 7    | Unión Huaral                      | 38  | 26 | 10 | 8  | 8  | 35 | 30 | +5   |
| 8    | Sport Boys                        | 37  | 26 | 10 | 7  | 9  | 38 | 40 | -2   |
| 9    | Atlético Universidad              | 33  | 26 | 8  | 9  | 9  | 37 | 38 | -1   |
| 10   | FBC Melgar                        | 32  | 26 | 9  | 5  | 12 | 47 | 41 | +6   |
| 11   | Coronel Bolognesi                 | 30  | 26 | 8  | 6  | 12 | 45 | 42 | +3   |
| 12   | Universidad César VallejoP        | 28  | 26 | 7  | 7  | 12 | 24 | 39 | -15  |
| 13   | Deportivo Wanka -3                | 22  | 26 | 7  | 4  | 15 | 27 | 62 | -35  |
| 14   | Grau–Estudiantes                  | 13  | 26 | 3  | 4  | 19 | 19 | 62 | -43  |

|  | Qualification pour la finale nationale            |
|  | T : Tenant du titre P : Promu de Segunda División |

- Deportivo Wanka reçoit une pénalité de 3 points pour salaires impayés envers ses joueurs.

### Classement cumulé
| Rang | Équipe                            | Pts | J  | G  | N  | P  | Bp  | Bc  | Diff |
| ---- | --------------------------------- | --- | -- | -- | -- | -- | --- | --- | ---- |
| 1    | Cienciano del Cusco               | 101 | 52 | 29 | 14 | 9  | 94  | 54  | +40  |
| 2    | Alianza LimaT Ouv                 | 99  | 52 | 29 | 12 | 11 | 79  | 39  | +40  |
| 3    | Sporting CristalClo               | 95  | 52 | 29 | 8  | 15 | 105 | 61  | +44  |
| 4    | Alianza Atlético                  | 92  | 52 | 27 | 11 | 14 | 87  | 63  | +24  |
| 5    | Universitario de Deportes         | 84  | 52 | 22 | 18 | 12 | 65  | 53  | +12  |
| 6    | Unión Huaral                      | 75  | 52 | 20 | 15 | 17 | 67  | 59  | +8   |
| 7    | Universidad César VallejoP        | 63  | 52 | 16 | 15 | 21 | 48  | 72  | -24  |
| 8    | FBC Melgar                        | 62  | 52 | 17 | 11 | 24 | 78  | 82  | -4   |
| 9    | Sport Boys                        | 62  | 52 | 16 | 14 | 22 | 67  | 80  | -13  |
| 10   | Coronel Bolognesi                 | 60  | 52 | 17 | 9  | 26 | 85  | 85  | 0    |
| 11   | Atlético Universidad              | 57  | 52 | 13 | 18 | 21 | 67  | 80  | -13  |
| 12   | Universidad San Martin de PorresP | 57  | 52 | 16 | 9  | 27 | 67  | 80  | -13  |
| 13   | Deportivo Wanka -3                | 50  | 52 | 14 | 11 | 27 | 55  | 105 | -50  |
| 14   | Grau–Estudiantes                  | 43  | 52 | 10 | 13 | 29 | 40  | 85  | -45  |

|  | Qualification pour la Copa Libertadores 2005      |
|  | Qualification pour la Copa Sudamericana 2005      |
|  | T : Tenant du titre P : Promu de Segunda División |

### Match pour le titre
| Équipe 1     | Résultat      | Équipe 2         |
| ------------ | ------------- | ---------------- |
| Alianza Lima | 0 - 0 5-4 tab | Sporting Cristal |

### Relégation
Pour la première fois, une table de relégation est mise en place à la fin de la saison. Les résultats des clubs sur les deux derniers championnats sont calculés et c'est la moyenne des points qui détermine les deux clubs relégués en Segunda Division.
| Rang | Équipe                           | Pts  | J  | G | N | P | Bp | Bc | Diff |
| ---- | -------------------------------- | ---- | -- | - | - | - | -- | -- | ---- |
| 1    | Alianza Lima                     | 2,01 | 89 |   |   |   |    |    |      |
| 2    | Sporting Cristal                 | 1,92 | 89 |   |   |   |    |    |      |
| 3    | Cienciano del Cusco              | 1,70 | 89 |   |   |   |    |    |      |
| 4    | Alianza Atlético                 | 1,69 | 89 |   |   |   |    |    |      |
| 5    | Universitario de Deportes        | 1,40 | 89 |   |   |   |    |    |      |
| 6    | Union Huaral                     | 1,40 | 89 |   |   |   |    |    |      |
| 7    | Sport Boys                       | 1,35 | 89 |   |   |   |    |    |      |
| 8    | Coronel Bolognesi                | 1,35 | 89 |   |   |   |    |    |      |
| 9    | Universidad César Vallejo        | 1,21 | 52 |   |   |   |    |    |      |
| 10   | FBC Melgar                       | 1,19 | 89 |   |   |   |    |    |      |
| 11   | Universidad San Martin de Porres | 1,10 | 52 |   |   |   |    |    |      |
| 12   | Atlético Universidad             | 1,02 | 89 |   |   |   |    |    |      |
| 13   | Deportivo Wanka                  | 0,92 | 89 |   |   |   |    |    |      |
| 14   | Grau-Estudiantes                 | 0,67 | 89 |   |   |   |    |    |      |

## Bilan de la saison
| Championnat du Pérou de football 2004 |                           |
| Champion                              | Alianza Lima (21e titre)  |
| Qualifications continentales          |                           |
| Copa Libertadores 2005                | Alianza Lima              |
| Copa Libertadores 2005                | Sporting Cristal          |
| Copa Libertadores 2005                | Cienciano del Cusco       |
| Copa Sudamericana 2005                | Alianza Atlético          |
| Copa Sudamericana 2005                | Universitario de Deportes |
| Promotions et relégations             |                           |
| Promus en Primera División            | Sport Áncash              |
| Relégués en Segunda División          | Deportivo Wanka           |
| Relégués en Segunda División          | Grau-Estudiantes          |